# Mothers Club
O Mothers Club (ex- Carlton Ballroom) foi um clube em Erdington, distrito de Birmingham, West Midlands, que esteve em funcionamento entre o final da década de 1960 e início da de 1970. O clube estava localizado por cima de uma loja de mobiliário antigo, e abriu em 9 de Agosto de 1968. O Mothers, gerido por John 'Spud' Taylor e pelo promotor Phil Myatt, encerrou a sua actividade em 3 de Janeiro de 1971. Entre estas datas, actuaram mais de 400 artistas, muitos dos quais continuaram as suas carreiras com muito sucesso.
Algumas das gravações mais conhecidas que aqui tiveram lugar foram as de Ummagumma, dos Pink Floyd, 27 de Abril de1969, e partes de Facelift dos Soft Machine, incluída no álbum Third, em 11 de Janeiro de 1970.
Os Who toaram Tommy e a estreia dos Traffic aconteceu neste clube: Também os primeiros concertos dos Black Sabbath tiveram aqui lugar.
Outras bandas e artistas conhecidos que actuaram no clube incluem: Family, Fleetwood Mac, John Mayall & the Bluesbreakers, Eclection, Edgar Broughton Band, Free, Roy Harper, Blodwyn Pig, Strawbs, Quintessence, Steppenwolf, Deep Purple, The Deviants, Jethro Tull, Jon Hiseman's Colosseum, Skid Row (com Gary Moore), The Nice, T. Rex, Elton John, King Crimson, Led Zeppelin, Soft Machine, The Chicago Transit Authority, Moby Grape, Canned Heat e a Bonzo Dog Doo-Dah Band, e Karakorum com Martin Chambers, e mais tarde com os The Pretenders.
O Mothers Club foi nomeado como o primeiro local de música rock pela revista Billboard e John Peel, um DJ frequente no clube. Peel afirmou: "As pessoas ficaram espantadas por ouvir que, por poucos anos, o melhor clube no Reino Unido ficava em ."
Roy Harper disse à Brum Beat:
Foi o primeiro clube fora de Londres com alguma importância, e é por isso que há esta longa associação [com Harper] com Birmingham. Toquei lá seis vezes entre 1968 e 1970. Sempre gostei d tocar lá.
Em 13 de Julho de 2013, foi colocada uma placa azul, indicativa da sua importância no mundo musical, no antigo edifício onde se localizava.